# Place Suzanne-Valadon
La place Suzanne-Valadon est une voie située dans le quartier de Clignancourt du 18e arrondissement de Paris.

## Origine du nom

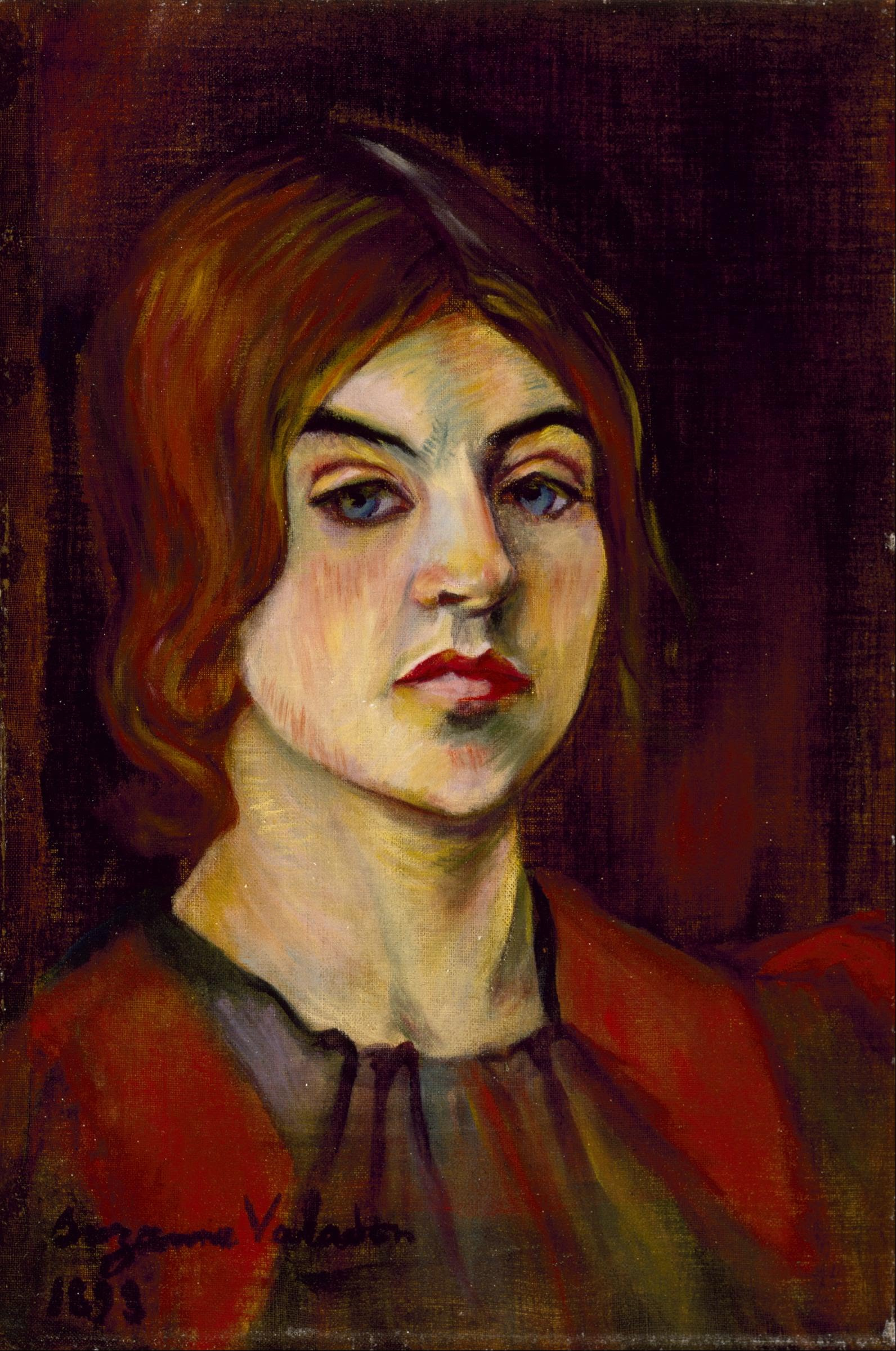
Autoportrait, Suzanne Valadon.

Elle porte le nom du peintre Suzanne Valadon (1865-1938) pseudonyme de « Marie-Clémentine Valadon ».

## Historique
Ancienne partie sud de la rue Foyatier ouverte en 1867, l'espace de la place, pris sur l'emprise des rues qui l'entourent, prend en 1961 le nom de « place Suzanne-Valadon ».

## Bâtiments remarquables et lieux de mémoire
Elle accueille la station basse du funiculaire de Montmartre.